# Tragtbægerkultur
Tragtbægerkulturen er en arkæologisk kultur, den første jordbrugskultur i Norden og derved begyndelsen til bondestenalder eller yngre stenalder. Kendetegnende er at økserne nu blev slebet; de ældste arkæologer talte derfor om den "slebne flints tid".
Tragtbægerkulturen inddeles i tidlig tragtbægerkultur (dyssetid) og sen tragtbægerkultur (jættestuetid), hvortil kommer enkeltgravskulturen, idet jættestuekulturen fortsatte i Østjylland og på øerne.

## Oprindelse
Tragtbægerkulturen stammer fra Østersøens sydlige kystområder, formentlig Kujawien ved Weichsel-floden, idet såvel Barkær-beboernes som en anden tidlig boplads, Stengade på Langeland, havde en gravskik med store ligheder. Hertil var den nået sydfra som en gren af Michelsbergkulturen. Brugen af lerkar i ertebøllekulturen fra ca. 4 800 f.Kr. og indførelsen af skolæstøkser (især på Lolland og Falster) viser, at der var et vist samkvem mellem ertebøllefolket og de sydlige agerbrugere. Ikke desto mindre gik der henved tusind år, før agerbruget bredte sig nordpå til Jylland, de danske øer og Sydskandinavien. Forklaringen skal sikkert findes i flere forhold som fx afgrøders tilpasning til vejrliget, manglende befolkningsoverskud samt den velfungerende jæger-, fisker- og samlerlivsform, der ikke gjorde det nødvendigt at indføre landbrug.
Først omkring 4 000 f.Kr. synes et egentligt landbrug at være nået til Jylland og øerne. Det skete sandsynligvis ved, at små og spredte grupper af landbrugere fandt vej op igennem Jylland og videre til de danske øer. Muligvis er indvandringen til øerne sket om vinteren, hvor havet var tilfrosset.
Der skelnes mellem to livsformer med særlige kendetegn, der omtrent samtidigt fik deres aflæggere rundt om i Sydskandinavien: Vollinggruppen i Jylland og Oxiegruppen i Skåne.
- Vollinggruppen formodes at stamme fra det nordvestlige Europa
- Oxiegruppens flintudstyr og keramikformer minder om ertebøllekulturens og formodes at have sin oprindelse syd for Østersøen.[3]

De tidligste bosættelser synes fortrinsvis at være sket på steder, der lå forholdsvis adskilte fra ertebøllekulturen: bopladsen Barkær lå på et næs i Korup sø og var derfor lettere at forsvare. Der var næppe store modsætninger mellem de to livsformer, jæger-fisker-samlerne og landbrugerne, men ej heller særlige sammenpasningsfordele.
Sandsynligvis har de i begyndelsen holdt sig for sig selv. Efterhånden blev forbindelserne mellem dem tættere, og da levevilkårene for jagt og fiskeri efterhånden forringedes, synes ertebøllefolket at have opgivet deres livsform og tilpasset sig den nye livsform, måske ved mellemfolkelige familieforbindelser og ved, at de nye opvoksende slægtled antagelig fra barnsben har lært svedjebrugets, husdyrholdets og flinteslibningens vanskelige kunst.
Skiftet fra føde fra havet til landføde var udtalt og vidner om en forholdsvis brat overgang. Skiftet fra bosættelse ved kysten til bosættelse i indlandet var udtalt. Fra begyndelsen spillede såvel agerbrug som husdyrhold – i begge tilfælde skabt ved indførte arter – en fremherskende rolle, mens de tidligere fødekilder jagt og fiskeri næsten var helt fraværende. Der er derfor ikke grundlag for at formode en længerevarende tilvænning til den landbrugsmæssige livsform.

## Udbredelse
Tragtbægerkulturen i den særskilte, sydskandinaviske form fandtes udbredt i Jylland, på de danske øer, langs Østersøens sydlige bred, langs den frisiske kyst samt på den skandinaviske halvø så langt nordpå som til Mälaren og Oslofjorden. Det nordligste spor efter tragtbægerkulturen er en gravhøj på Rødtangen i Hurum. Landbruget kom til Norge netop med tragtbægerkulturen for omkring 5.500 år siden.

## Tragtbægerkulturen i Danmark
| Periode           | Tidlig Tragtbægerkultur     | Sen Tragtbægerkultur        | Enkeltgravskultur           |
| ----------------- | --------------------------- | --------------------------- | --------------------------- |
| Gravskik          | Runddysser, langdysser      | Jættestuer                  | Jættestuer/enkeltgrave      |
| Tidsrum           | ca. 4.200 - ca. 3.500 f.Kr. | ca. 3.500 - ca. 2.800 f.Kr. | ca. 2.800 - ca. 2.400 f.Kr. |
| Typelokalitet     | Barkær                      | Volling, Sarup              | Vroue                       |
| Typeredskab (-er) | spidsnakket økse            | tyknakket økse              | stridsøkse                  |
| Husdyr            | hund, får, ged, kvæg, svin  | hund, får, ged, kvæg, svin  | hund, får, ged, kvæg, svin  |

## Klima og levevilkår
Endnu omkring 4000 f.Kr. befandt Europa sig klimatisk i atlantisk tid:
Omkring 3.800 f.Kr. skete der et klimaskifte, og i forbindelse hermed en forandring i plantevækst og dyreliv. En havstigning satte ind.
Skovens sammensætning var uens i forskellige dele af landet. Lind var fremherskende på højere, gode jorder; el, elm og vintereg på lavere. Fra omkring 3.900 f.Kr. går elm tilbage i Nordeuropa til dels fulgt af lind, mens eg forbliver med forholdsvis stor andel; birk og hassel gik frem. Samtidig forekommer nu stor vejbred og rødknæ, et vidnesbyrd om agerbrug, og desuden forskellige kornarter.
Klimaet udviste kun små forandringer: temperaturen steg med 3 °C, men sammen med en stigende havoverflade og dermed en vigende kystlinje var det nok til at forværre levevilkårene for skaldyr.

## Befolkningsforhold

### Genetik
Undersøgelser af den europæiske befolknings genetiske forhold viser, at en mindre, men markant komponent har oprindelse i mellemøsten og formentlig skal ses som et udtryk for de vandringer, der ledsagede landbruget i dets spredning herfra op over det europæiske kontinent.
I Danmark fortrænger tragtbægerfolkene mere eller mindre de oprindelige jæger-samlere.
Befolkningen knyttet til kulturen synes dog kun at have overlevet i omkring 1.000 år før der sker en invasion af folk knyttet til enkeltgravskulturen fra østlige stepper.

### Højde
Legemshøjden for tragtbægerkulturens mennesker var angiveligt kun lidt mindre end i jægerstenalderen, 165 cm for mænd og 153 cm for kvinder.

### Indbyggerantal og befolkningstæthed
Beregninger over befolkningens størrelse viser, at der kan have boet mellem 100.000 og 200.000 mennesker i Danmark: 10-20 pr. km².

## Livsform
Tragtbægerfolket var landbrugere med blandet agerbrug og husdyrhold. Agerbruget blev i begyndelsen drevet som svedjebrug, idet der hvert år blev fældet og beplantet et vist skovareal. Dyrkningsmåden med svedjebrug indebar, at der stort set kunne høstes en afgrøde fri for ukrudt. Desuden fås størst muligt udbytte af den næring, som skoven har opsparet i jordbunden, og næringsværdien af asken efter afbrændingen. Denne driftsform kræver store skove, idet skovens gendannelse tager op imod 80 år. Man har således kun kunnet udnytte små arealer ad gangen. Svedjebruget har formentlig kun været anvendt i de første henved 300 år, det vil sige indtil omkring 3.600 f.Kr.

### Afgrøder
Afgrødedyrkning satte først ind efter ertebøllekulturens afslutning, idet kornaftryk ikke findes i dens lerkar, men først i lerkar fra tragtbægerkulturens ældste tid. Enkorn, emmer og dværghvede samt seksradet byg af nøgen sort var de vigtigste. Ingen af disse er hjemmehørende i Danmark, men må være indført sammen med agerbruget.
Det synes som om emmer (en hvedesort) i begyndelsen var den altovervejende afgrøde, mens seksradet byg, enkorn og dværghvede forekom i ubetydelige mængder. Noget sædskifte synes der ikke at have været. Ej heller synes der at have været efterbehandling af afgrøden i form af sigtning. Med tiden synes enkorn at have vundet frem som afgrøde, blandt andet i Skåne. Plantenæringen blev øjensynligt suppleret med vildæble og hasselnødder. Emmer og enkorn var modstandsdygtige sorter med lange, fastsiddende avner og et forholdsvis højt proteinindhold (15-20% mod 10-15% for hvede). Disse sorter egnede sig til brød, grød og suppe og gav desuden halm, der kunne bruges til foder og fletning. Formalingen skete på skubbekværne.

### Husdyrhold
Allerede i dyssetid må husdyrholdet have været veludviklet: hornkvæg, svin, får og ged. Ingen af disse (måske fraset svinet) kan anses at være tæmmede vilddyr hjemmehørende i Danmark, men må være indført udefra med deres urhjem i den Frugtbare Halvmåne i Mellemøsten.
Husdyrholdet synes at have spillet en betydelig rolle. Foruden kød fra svin og kvæg skaffede man sig mælk, ligesom uld fra får formentlig var af en vis betydning.

## Boliger
De ældste vidnesbyrd om boliger fra Stengade på Langeland og Barkær på Djursland antyder, at man boede i langhuse, der kunne være op til 90 m lange og for Barkærs vedkommende med klare tværvægge opdelt i rum med ildsteder (29 i det ene, 30 i det andet). De to huse, der begge steder har ligget på stedet, synes at have afløst hinanden, idet hustomterne lå nær hinanden og i Barkær med en stenbrolagt gade imellem. I Stengades synes dog at være en tilbagevenden til et tidligere beboet sted. Husenes brugstid er ansat til 30-40 år, hvorefter man øjensynligt flyttede bort, måske fordi driftsformen indebar en udpining af jorden.

## Keramik
Den karakteristiske keramik omfattende blandt andet tragtbægre og kraveflasker er almindelige inden for kulturen.
Tragtbægrene adskilte sig fra ertebøllekulturens spidsbundede kar ved at være flad- eller rundbundede, så at de kunne stå selv.

## Våben og redskaber
Tragtbægerkulturens økser blev lavet af flint og for en kortere tid tillige af grønsten, der dog hurtigt synes at være opgivet. Flinten til økserne stammer i vid udstrækning fra egentlige flintminer i Danmark blandt andet i skrivekridtet på Stevns og Møn, hvor flint forekommer indlejret i lag som knolde.
Økserne var slebne. Der skelnes mellem tre hovedformer: spidsnakkede, tyndnakkede og tyknakkede økser.
Spidsnakkede økser var de ældste. Øksebladet var spidsnakket: snævrede markant indad bagud og havde et ovalt tværsnit. De underinddeles i tre grupper: en tosidet med spidsovalt tværsnit, en med afrundet tre- eller firesidet tværsnit, og en med firesidet tværsnit (set fra nakken). De var skæftet ved et hul i økseskaftet.
Tyndnakkede økser var fremherskende i 4. årtusinde f.Kr. De synes at have været fremherskende i den tid, da det store landnam skete ved skovfældninger.
Tyndnakkede økser afløstes omkring 3000 f.Kr. af tyknakkede økser, der havde en plan rektangulær eller kvadratisk nakkeflade, afgrænset af lige sider. De tyknakkede økser underopdeles i tre typer kaldet henholdsvis Bundsø-, Lindø- og (Store) Valby-variant efter bopladser der. De adskiller sig indbyrdes ved udformningen af øksens nakke, som med tiden blev mere kvadratisk.
Sideløbende med ovennævnte anvendtes økser med mindre økseblade, tyndbladede økser. Deres største længde var 16 cm og tykkelsen ikke over 2,4 cm.
Senere udvikledes nye redskabstyper: spidsnakkede huløkser og den firesidede flintmejsel.

## Gravskik
Tragtbægerkulturens begravelsesmåde udviser en påfaldende udvikling gennem tiden: fra dødehuse over stolpedysser, runddysser, langdysser til jættestuer.

### Dødehuse
I begyndelsen begravedes de døde i dødehuse. De lignede de langhuse, man boede i, men var rejst over de begravede. Gravene lå i dødehusenes østende i husets øst-vestlige længderetning. En stor stenblok angav dødehusets sydvestlige hjørne. I dødehusets østlige ende fandtes en nord-sydgående offergrube med lerkar og stolper. Sådanne dødehuse kunne øjensynligt udvides i længden, hvis nye begravelser krævede det. Skikken med dødehusene kendes blandt andet fra Kujawien ved Weichsel-flodens vestre bred, hvorfra indvandring af landbrugere formentlig oprindelig er sket.

### Stolpedysse
Stolpedysse betegner den gravform, som afløste eller snarere var en videreudvikling af dødehusene. Stolpedyssen var en aflang grav i øst-vestgående retning, hvor den døde blev lagt på en oval stenbelægning - lidt større end den gravlagte - lige over undergrunden og med fladsiden af stenene opad, så belægningen var underlag for den begravede. Ved en sådan begravelse fra Onsved mark i Horns herred ved Roskilde Fjord fik den gravlagte tre flækkeknive og ravperler med som gravgave. Øst for graven fandtes en stolpegrøft i nord-sydgående retning ligeledes med en stenbelægning, der synes at have været pakning omkring fire stolper. Disse er imidlertid trukket op, hvorefter jord og sten var skredet ned i stolpehullerne. I hver af gruberne var nedsat lerkar på den side, der vendte væk fra graven. I en anden stolpedysse fra Bygholm Nørremark ved Horsens forekom to gravlæggelser: ældst er en grav for en 13-15 årig med et ovalt dødehus over i den østlige del, noget senere en grav uden påviste gravgaver med en kiste af planker for 4 døde, lagt parvist ved siden af hinanden og fødderne mod midten i den vestlige ende; i formentlig tilknytning til denne grav har stået vestligt i stolpehøjens område et mindre hus. Længst mod øst et nord-sydvendt hus med 4 stolper og med åbning mod vest, det vil sige i retning mod gravene. Tre steder i stolpedyssen fandtes tværgående pælerækker. Disse kan antages at være hjælpemidler ved stolpedyssens opførelse. Der kendes i Danmark mindst 14 stolpedysser, dateret til omkring 3.800-3.600 f.Kr. og fordelt ret spredt over landet: på Sjælland 3, på Langeland 1, på Fyn 1 og i Jylland 9, heraf 1 i Sønderjylland.

### Runddysser og langdysser
Omkring 3.600 f.Kr. gik man over til begravelse i runddysser og langdysser. Runddyssen bestod af et enkelt stensat gravkammer på en rund høj og omgivet af randsten, langdyssen var en aflang øst-vestgående, nærmest rektangulær, form, ligeledes omgivet af randsten og som regel med flere dyssekamre ved siden af hinanden og med gravåbningen vendt mod syd; i visse tilfælde ses, at en (eller flere) oprindelig(e) runddysse(r) er blevet omdannet til en langdysse. Langdysserne kunne være ganske store: en dyssehøj på Bygholm Nørremark ved Horsens var 75 meter lang, 13 meter bred og 3 meter høj.
De ældste dyssekamre var firesidede og uden indgangsmarkering. Kammeret bestod af mindst 4 bæresten, der bar en eller flere dæksten og hvor imellem der var udfyldt med en tørmur af mindre stenflager. Næste skridt bestod i at forbinde kammeret med højfoden med en kort gang på sydsiden. Gravkammerets højde er ved Lønt ved Haderslev Fjord målt til 1,2 m. Det menes, at selve gangmundingen var afspærret af en sten og at adgang til gravkammeret skete ovenfra.
Et dyssekammer kunne have en gulvflade på 2 m × 3 m. De gravlagte lå udstrakte og med lerkar som gravgaver i fodenden. En grav kaldet Klokkehøj ved Bøjden på Fyn havde et gulvlag af sandstensfliser og spredte muslingeskaller, derover et lerlag, ildpåvirket og belagt med et tyndt lag af hvidbrændte flintskærver – træk, der kendes fra lignende begravelser i Mecklenburg og dermed et muligt vidnedsbyrd om hvorfra, inspirationen er kommet. I denne runddysse var begravet 3 mennesker, to voksne og et barn, hvilket kunne tale for en familiebegravelse. Graven indeholder imidlertid rester af hen imod en snes skeletter og antyder genbrug af dyssen.
Med tiden blev gravkammeret gjort større og rummeligere. Antallet af bæresten steg og tilsvarende antallet af dæksten. Det nye kammer fik nu en mangekantet form og gravgangen afsluttedes af en stor tærskelsten. Gravkammeret synes at have være opdelt i to. Denne kammerform synes at danne overgang til jættestuerne.
En afart af langdyssen med indadbuede gavle og hjørnesten, der stak ud som horn i vestenden, samt en indgang, der ikke var vinkelret på gravkammeret, men med en vinkel på 10-15° i forhold til vinkelret, kendes fra Kong Svends Høj i Vesterborg og Kong Grøns Høj i Frejlev Skov – begge på Lolland – og fra Capeshøj på Tåsinge, og atter ses ligheder med gravhøjene i Mecklenburg.

### Jættestuer
Fra omkring 3.300 f.Kr. begyndte man at begrave sine døde i jættestuer. De ældste jættestuer synes at stamme fra Bretagne i det nordvestlige Frankrig o. 4.800 f.Kr. og herfra synes gravformen at have bredt sig til Spanien og Portugal, omkring 3.800 f.Kr. til Irland, Vestengland og de skotske øer, omkring 3.400 f.Kr. til Danmark og 2.600 f.Kr. til Nordtyskland.

## Fundsteder
| I Danmark - Bygholm langdysse, Horsens - Korup langdysse, Syddjurs - Fannerup rundhøj, Norddjurs - Sarup, Assens - Strandby, Assens - Blandebjerg boplads, Langeland | - Stengade, Langeland - Troldebjergbopladsen, Langeland - Sarupanlæg ved Trelleborg, Slagelse - Ornehus hustomt, Stevns - Limensgård hustomt, Bornholm | I Sverige - Mossby, Skåne - Oxie, Skåne - Värby, Skåne - Hästhagen, Halland - Brunneby, Östergötland |

## Galleri
- Keramik fra Danmark
- Keramik fra Tyskland på Gottorp Slot
- Keramik fra Tyskland
- Keramik, stenøkse, kobberhalskæde
- Armring i guld, Tyskland, ca. 3500 f.v.t.
- Kobberkrans fra Lüstringen, Tyskland, ca. 4000 f.v.t.
- Ravhalskæder påNationalmuseet, Danmark.[50]
- Keramik fra Holland på Rijksmuseum van Oudheden, Leiden
- Forskellige genstand fra Tyskland på Gottorp Slot
- Keramikkop, Tyskland
- Dobbeltøkse, Tyskland
- Dobbeltøkse fremstillet af porfyr, Sverige
- Keramik fra Polen
- Rekonstrueret begravelse med valmuer. Polen
- Udgravning af langhøj, Polen
- Dysse i Harhoog på Sild, Tyskland
- Rundhøj i Gribskov
- Dysse i Nordsjælland
- Oval eller langdysse nær Korsør
- Passagegrav ved Hulehøj, Bogø
- Klekkende Høj, interiør
- Dysse påMols, Danmark
- Dysse ved Borger i Holland
- Tustrup jaettestue passage grave in Denmark
- Model af Denghoog-passagegrav i Nordtyskland
- Tegning af gravkammeret i Denghoog passagegrav
- Model af langhøj
- Model af kulturhus fra tragtbægerkulturen på Bomann Museum, Tyskland
- Rekonstrueret hus, Polen
- Model af hus i Polen, ca. 3500 f.v.t.